# De Deal (televisieserie)
De Deal  is een driedelige VARA-miniserie uit 2014. Het wordt beschreven als een spionage-thriller en een politieke dramaserie. Het is een fictieve serie, die niet gebaseerd is op de werkelijkheid maar wel geïnspireerd is op huidige Nederlandse politiek. De fictie houdt volgens de makers de vinger aan de pols van de tijd.
De serie gaat over Fenna Zielhorst (Carolien Spoor), een jonge journaliste, die infiltreert in de populistische Vrijheidspartij van de charismatische partijleider André Wouters (Jacob Derwig). De eerste uitzending vond plaats op zaterdag 8 maart 2014 op NPO 2.

## Rolverdeling
| Carolien Karthaus               | Fenna Zielhorst   | onderzoekjournaliste                |                            |               |                 |
| Jacob Derwig                    | André Wouters     | partijleider van de Vrijheidspartij |                            |               |                 |
| Bart Klever                     | Ruben Sibrandi    | journalist                          |                            |               |                 |
| Achmed Akkabi                   | Darius Sarajan    | illegale Iraanse hacker             |                            |               |                 |
| Paul Hoes                       | Thierry Witteveen | tweede man vrijheidspartij          |                            |               |                 |
| Nienke Römer                    | Roos Omega        | derde man vrijheidspartij           |                            |               |                 |
| Jasper Boeke                    | Paul Robben       | Premier                             | Khaldoun Alexander Elmecky | Jascha Gutman | Mossad gediende |
| Tijn Docter                     | Laméris           | hoofdredacteur het volk             |                            |               |                 |
| Matthijs van de Sande Bakhuyzen | Arjen Kruijers    | neonazi                             |                            |               |                 |
| René van Asten                  | Verharen          | Vicepremier                         |                            |               |                 |

## Afleveringen
| Afl. | Titel           | Uitzenddatum            |
| ---- | --------------- | ----------------------- |
| 1    | Politieke moord | 8 maart 2014, 20:20uur  |
| 2    | Overlevers      | 15 maart 2014, 20:20uur |
| 3    | De ontmaskering | 22 maart 2014, 20:20uur |